# Copritele il volto
Copritele il volto (titolo originale Cover Her Face) è un romanzo della scrittrice inglese P. D. James del 1962, il primo in cui compare l'ispettore Adam Dalgliesh, che in una intervista fatta alla scrittrice, lo fa nascere a Norfolk nel 1928. Dalghiesh oltre ad essere ispettore è anche poeta ammirato da pubblico e dalla critica e da poco ha perso la moglie e il figlio.

## Trama
Questo è il primo caso che l'ispettore affronta: Sally Jupp è stata trovata uccisa vicino alla culla del suo bambino. L'indagine viene affidata a Dalghiesh che non fa fatica a capire che Sally, ragazza madre assunta come cameriera a Martingale, ha osato troppo annunciando il suo fidanzamento con il facoltoso Stephen Maxie. Nessuno avrebbe voluto che Sally diventasse la futura padrona di Martingale, nemmeno la servitù. Solo Dalghiesh riesce ostinatamente a rompere quel muro di grande omertà che si respira nella casa e a risolvere brillantemente il delitto.

## Personaggi
- Adam Dalgliesh : ispettore capo
- Stephen Maxie : giovane chirurgo, figlio maggiore di una ricca famiglia
- Deborah Riscoe: giovane vedova, sorella di Stephen
- Eleonor Maxie: madre di Stephen e Deborah
- Catherine Bowers: infermiera impiegata della famiglia Maxie
- Sally Jupp: ragazza madre, assunta come cameriera dai Maxie
- Felix Hearne: ex soldato, pretendente di Deborah
- Bernard Hinks: parroco di Chadfleet
- Charles Epps: dottore
- Martha Builtitaft: cameriera di casa Maxie
- Signorina Liddell: direttrice del ricovero per ragazze madri St.Mary
- Simon Maxie: ricco proprietario paralizzato, padre di Stephen e Deborah e marito di Eleonor

## Edizioni
- Copritele il volto, in Per cause innaturali. 3 casi per l'ispettore Dalgleish, traduzione di Marco Buzzi, Milano, Rusconi, 1980.
- Copritele il volto, in Tre casi per Dalgliesh, traduzione di Marco Buzzi, Introduzione di Lia Volpatti, Collana Omnibus Gialli, Milano, Arnoldo Mondadori Editore, 1991,  pp. IX-733. - Collana I Classici del Giallo n.13, Mondadori, 2007.
- Copritele il volto, traduzione di Marco Buzzi, Collana Oscar Bestsellers n.307, Milano, Arnoldo Mondadori Editore, 1993,  p. 252, ISBN 978-88-04-36846-5. - Collana I Classici del Giallo Mondadori n.800, settembre 1997.